# James Charles Dale

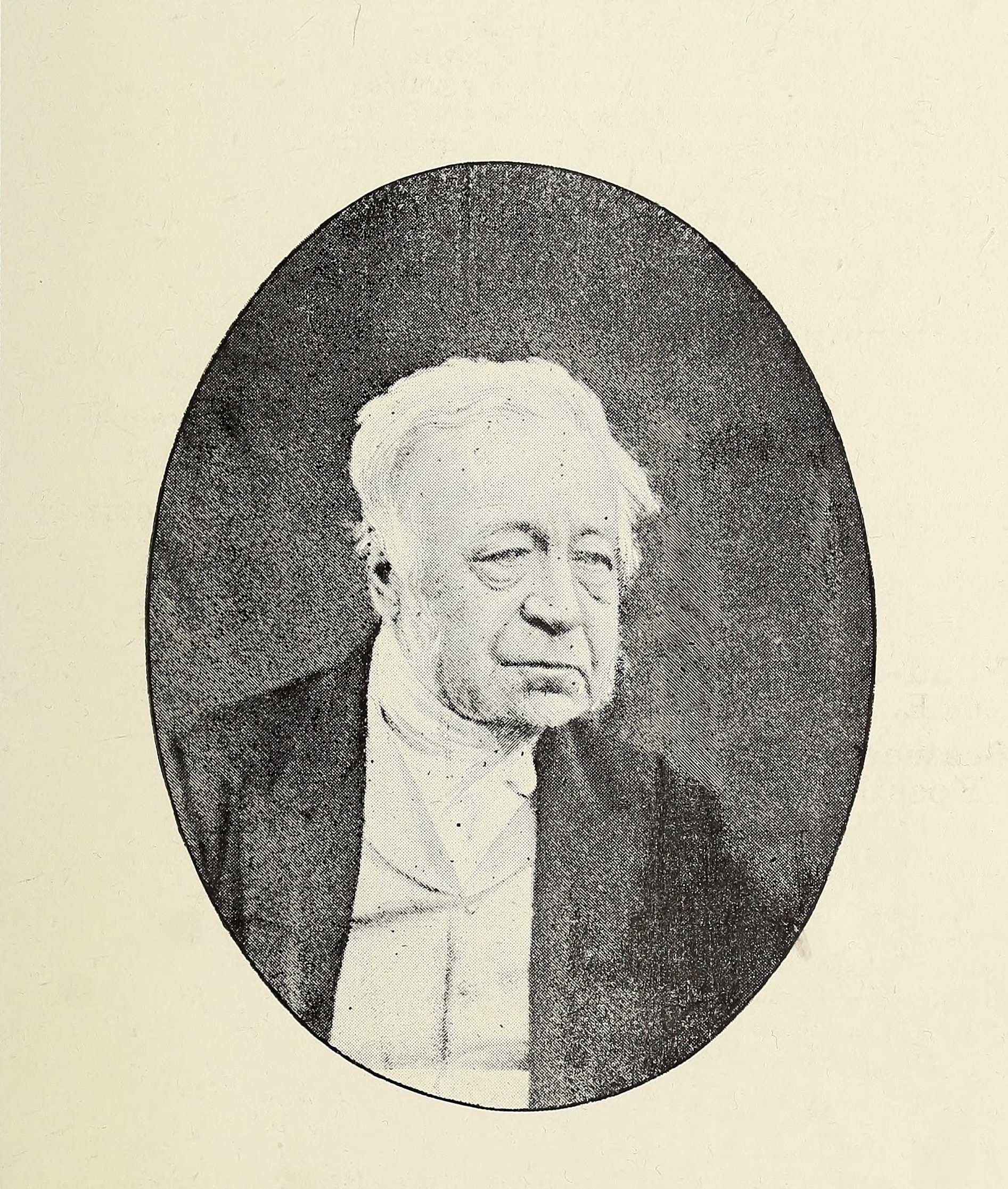
James Charles Dale

James Charles Dale (* 1792; † 6. Februar 1872) war ein wohlhabender englischer Naturwissenschaftler, der den Großteil seines Lebens der Entomologie widmete.
James Dale war der Sohn wohlhabender Landbesitzer. Seinen MA machte er an der Universität Cambridge im Jahr 1818. Er war ein Freund von James Francis Stephens, der ihn oft in seinem Werk Illustrations of British Entomology erwähnt. Auch mit John Curtis war er gut befreundet und wird des Öfteren in dessen British Entomology erwähnt. Ein weiterer enger Freund war der irische Entomologe Alexander Henry Haliday. Sein Hauptarbeitsgebiet waren die Käfer, obwohl er auf dem Gebiet aller Ordnungen arbeitete.
Sein erster Beitrag zu den Lepidoptera wurde in den 1830ern im Magazine of Natural History veröffentlicht. Diesem folgten 83 weitere Beiträge und Artikel.
Am 25. Juni 1822 wurde er zum Mitglied der ersten Entomological Society of London gewählt.

## Werke
Catalogue of the Coleopterous Insects of Dorsetshire. In: Nat., Band 2, 1837, S. 408–415, und Band 3, 1838, S. 12–18.

## Sammlungen
Dales Sammlung befindet sich im Hope Department of Entomology und damit im Oxford University Museum of Natural History. Die Sammlung wurde nach dem Eintreffen 1906 in 33 Schränken aufbewahrt. Davon waren fünf den Coleoptera gewidmet. Seine Manuskripte und Notizbücher befinden sich in der Hope Library.

## Referenzen
Nachrufe
- Anon, 1872: Entomologists Monthly Magazine  8, 1872, S. 255–56
- Anon, 1872: Petites Nouv. Ent., 4, S. 197.
- E. Newman, 1872: Entomologist 6, 1872, S. 56
- J.O. Westwood, 1872: Proceedings of the Entomological Society of London

| Personendaten    | Personendaten                                  |
| ---------------- | ---------------------------------------------- |
| NAME             | Dale, James Charles                            |
| KURZBESCHREIBUNG | englischer Naturwissenschaftler und Entomologe |
| GEBURTSDATUM     | 1792                                           |
| STERBEDATUM      | 6. Februar 1872                                |